# Pesma za Evroviziju
Pesma za Evroviziju (en español: Una canción para Eurovisión) es un concurso musical serbio, organizado por RTS en colaboración con Sky Music. Desde su creación en 2022, ha servido como final nacional de Serbia para el Festival de la Canción de Eurovisión.

## Contexto
En octubre de 2021, se anunció que Beovizija ya no se utilizaría para seleccionar la candidatura serbia para el Festival de la Canción de Eurovisión, ya que la empresa propietaria de los derechos de la marca Beovizija, Megaton, decidió no renovar su contrato con RTS. En lugar de Beovizija, se planeó una nueva selección bajo el título provisional de RTS Takmičenje za Pesmu Evrovizije. El título final se reveló más tarde como Pesma za Evroviziju.

## Reglas y formato

### Formato
La competencia consta de dos noches de semifinales y una noche de final. De cada noche de semifinales, un número determinado de canciones (normalmente alrededor de la mitad) avanzan a la final.

### Votación
Cada noche, el jurado y el público otorgan 12, 10 y 8—1 puntos a sus 10 canciones favoritas. En las semifinales, un número predeterminado de las canciones con las mejores puntuaciones avanza a la final; en 2022, fueron nueve, y en 2023 y 2024, ocho. En la final, la canción con más puntos es la ganadora. En caso de empate, la canción con el mayor número de puntos del público termina con la puntuación más alta. En caso de que dos o más canciones tengan el mismo número de puntos del jurado, la canción con el mayor número de 12 puntos termina con la puntuación más alta. Si la puntuación persiste, el proceso se repite con 10 puntos. El proceso se repite con todos los puntos hasta que se deshaga el empate. En caso de que un empate no se pueda deshacer de esta manera, se utiliza el orden en que el presidente del jurado calificó las canciones para desempatar. Si el presidente del jurado no votó por ninguna de las canciones empatadas, deberá declarar por escrito su clasificación inmediatamente después de recibir los resultados del jurado. En caso de que dos o más canciones tengan el mismo número de televotos, la clasificación se determinará según el número de votos recibidos en el intervalo de diez minutos. Si el empate persiste, se repetirá el mismo proceso con un intervalo de cinco minutos. En caso de que no sea posible obtener los resultados de la votación del público, el jurado decidirá por sí solo la clasificación de las canciones.
El jurado emite sus votos durante el ensayo general.

### Participantes
Todos los cantantes deben tener al menos 16 años al 1 de mayo del año del Festival de la Canción de Eurovisión. Todos los cantantes deben ser ciudadanos de Serbia, y no hay restricciones sobre quién puede ser compositor, letrista o arreglista. Un máximo de 6 personas pueden interpretar una canción.

### Canciones
Las canciones de los concursantes no pueden haber sido publicadas, ni total ni parcialmente, antes del 1 de septiembre del año anterior al Festival de la Canción de Eurovisión. Las canciones no pueden durar más de 3 minutos.
En las ediciones de 2022 y 2023, las letras de las canciones debían estar en los idiomas oficiales de Serbia, pero esta regla no se aplicó estrictamente. A partir de 2024, todas las letras de las canciones deben tener al menos un 51% en los idiomas oficiales de Serbia.

## Ediciones
| Año  | Intérprete(s) | Canción            | Idioma          | Fechas                                  | Resultado en Eurovisión | Resultado en Eurovisión | Resultado en Eurovisión | Resultado en Eurovisión |
| Año  | Intérprete(s) | Canción            | Idioma          | Fechas                                  | Lugar Final             | Puntos Final            | Lugar Semifinal         | Puntos Semifinal        |
| ---- | ------------- | ------------------ | --------------- | --------------------------------------- | ----------------------- | ----------------------- | ----------------------- | ----------------------- |
| 2022 | Konstrakta    | «In Corpore Sano»  | Serbio y latín  | 3, 4 y 5 de marzo de 2022               | 5                       | 312                     | 3                       | 237                     |
| 2023 | Luke Black    | «Samo mi se spava» | Serbio e inglés | 1,2 y 4 de marzo de 2023                | 24                      | 30                      | 10                      | 37                      |
| 2024 | Teya Dora     | «Ramonda»          | Serbio          | 27 y 29 de febrero y 2 de marzo de 2024 | 17                      | 54                      | 10                      | 47                      |
| 2025 | Princ         | «Mila»             | Serbio          | 25, 26 y 28 de febrero de 2025          | No clasificó            | No clasificó            | 14                      | 28                      |

## Controversias

### Críticas al sistema de votación
Desde el sitio web de ESC Serbia, Strahinja Malić Katanić criticó el concurso por “nepotismo”, señalando que los miembros del jurado son en su mayoría colaboradores cercanos de RTS, y que en la industria musical serbia la gente se conoce, y que una forma de aliviar esto sería aumentar el número de miembros del jurado, así como “insertar [en el jurado] a personas cercanas a la industria [musical] o a Eurovisión”. También criticó el “desequilibrio generacional” en el jurado, donde la edad promedio del jurado en las semifinales de 2022 y 2023 fue de más de 50 años, en la final de 2022 de más de 60 años, y en la final de 2023 de más de 40 años.
También elogió el anuncio de la introducción de un sistema de votación proporcional para el concurso de 2024 , pero ese cambio fue abandonado.

### Acusaciones de fraude
Las cantantes Maja Nikolić y Aca Lukas denunciaron antes, durante y después de la edición de 2022 que el concurso estaba amañado. Dragan Kojić Keba, Sara Milutinović y Saša Mirković presentaron quejas sobre la selección de los participantes para la edición de 2023.

### Edición de 2024
Después de la edición de 2024, debido a la insatisfacción con los resultados del concurso, ya que la ganadora no fue Breskvica con la canción Gnezdo orlovo, se lanzó una petición para repetir la votación, así como para dejar que el público decidiera al ganador. El miembro del jurado en la final de ese año, Sajsi MC, otorgó cero puntos a la canción, lo que causó reacciones mixtas en el público, y RTS fue acusado de elegir a Sajsi como miembro del jurado para darle 0 puntos a Breskvica. Sajsi, así como Marija Šerifović y Žika Zana, otros miembros del jurado que dieron bajos puntos a Breskvica, recibieron amenazas. Los resultados no se cambiaron y la votación no se repitió.

### Edición de 2025
Gran parte del público consideró que el concurso no debía celebrarse debido a las protestas anticorrupción serbias. Olivera Kovačević, supervisora del concurso, declaró que se celebraría debido a obligaciones contractuales con los concursantes y la Unión Europea de Radiodifusión.